# Platja de Sant Gervasi
La platja de Sant Gervasi, també coneguda com a platja dels Caputxins, platja del 'Xiringuito', platja dels Capellanso del Xalet del Nin, és una platja urbana situada al municipi de Vilanova i la Geltrú (Garraf), protegida per dos espigons, construïts entre 1985 i 1986. Limita a llevant amb l'espigó de la Punta de Sant Gervasi, que la separa de la platja de la República, i a ponent amb l'espigó que la separa de la platja de l'Aiguadolç. Orientada al sud-sud-est, té una longitud de 210 metres i una amplada mitjana de 40 metres, formada per sorra fina, amb un pendent d'entrada a l'aigua suau.
Disposa de servei de socorrisme i salvament, guingueta, restaurant, lloguer de gandules i para-sols i servei de cadira adaptada (amfíbia).
Està guardonada amb la Bandera Blava, que reconeix internacionalment la qualitat de l'aigua i serveis. L'Agència Catalana de l'Aigua efectua un control setmanal de la qualitat de l'aigua, durant la temporada de bany, amb el resultat d'excel·lent. Està adherida a la destinació Costa de Barcelona, certificada per Biosphere des del 2017.
Deu el seu nom al turó de Sant Gervasi, situat al costat de llevant de la platja, on hi ha l'ermita de Sant Gervasi i el Xalet Miramar.